# Саранский Петропавловский монастырь
Саранский Петро-Павловский монастырь — недействующий мужской монастырь, располагавшийся в городе Саранске. Монастырь образовался в результате слияния Ильинского и Петровского монастырей во второй половине XVIII века. Из-за слияния и переименований известная история монастыря содержит противоречия и нестыковки.

## Краткое описание
Территория монастыря в началу XX века была ограничена улицами Базарной, Ильинской и Московской и занимал прямоугольный участок 170 на 75 м. В настоящее время здесь располагается Собор святого Фёдора Ушакова.
Строительство зданий велось в XVIII — начале XIX веков. Были возведены настоятельский и братский корпуса, духовная гимназию, несколько деревянных строений. Ограда монастыря была каменная с башенками по углам.
Центральным зданием была летняя пятиглавая трёхпрестольная Петропавловская церковь (1765—1787), колокольня которой имела высоту 52 м — самая высокая постройкой комплекса. Главный престол церкви освящён в 1781 году в честь апостолов Петра и Павла, здесь располагался пятиярусный иконостас. Правый придел освящён в 1769 года в честь пророка Божьего Ильи. Левый придел освящён в 1787 году в честь Святого Димитрия, митрополита Ростовского. Оба придела имели трёхъярусные иконостасы.
К югу от Петропавловской церкви находилась зимняя Владимирская церковь — двухэтажное здание с престолами Воздвижения Честного Креста (верхний этаж, освящён в 1815 году) и Владимирской Божьей Матери (нижний этаж, освящён в 1817). Иконостасы в обоих пределах — одноярусные. Строительство церкви велось на пожертвования горожан в ознаменование победы над Наполеоном.
Главной реликвией монастыря была копия Владимирской иконы Божьей Матери, выполненная художником Г. Мальшиным.
Помимо территории внутри стен, монастырь владел землями в Саранском уезде и мельницей на Инсаре. Вдоль внешних стен строились каменные лавки, доход с которых в течение 8 лет поступал монастырю.
2 июня 1928 года Петро-Павловский монастырь был закрыт, в 1931 году разобрана Петропавловская церковь, из кирпичей которой на этом месте были построены гостиница «Центральная» и жилой дом с рестораном «Национальный».